# 클로드 (언어 모델)
클로드(Claude)는 앤트로픽에서 개발한 대형 언어 모델 제품군이다. 첫 번째 모델은 2023년 3월에 공개되었다.
2024년 3월에 공개된 클로드 3 제품군은 속도에 최적화된 하이쿠, 성능과 능력의 균형을 맞춘 소네트, 복잡한 추론 작업을 위해 설계된 오퍼스 등 세 가지 모델로 구성되어 있다. 이러한 모델들은 텍스트와 이미지를 모두 처리할 수 있으며, 클로드 3 오퍼스는 이전 버전과 비교하여 수학, 프로그래밍, 논리적 추론 등의 영역에서 향상된 능력을 보여주고 있다.

## 훈련
클로드 모델은 생성형 사전 훈련 변환기이다.  이 모델은 대량의 텍스트에서 다음 단어를 예측하도록 사전 훈련되었다. 이후 헌법적 인공지능과 인간 피드백을 통한 강화 학습(RLHF) 등을 활용하여 미세조정되었다.

### 헌법적 인공지능
헌법적 인공지능(constitution AI)은 앤트로픽이 개발한 접근 방식으로, 클로드와 같은 언어 모델이 광범위한 인간 피드백에 의존하지 않고도 해롭지 않고 도움이 되도록 훈련하기 위한 방법이다. "헌법적 인공지능: AI 피드백을 통한 무해성" 논문에서 상세히 설명된 이 방법은 지도학습과 강화학습 두 단계로 이루어진다.
지도학습 단계에서는 모델이 프롬프트에 대한 응답을 생성하고, 일련의 지침(즉 "헌법")에 기반하여 이러한 응답을 자체 비평한 뒤 수정한다. 그런 다음 모델은 이렇게 수정된 응답을 바탕으로 미세조정된다.
AI 피드백을 통한 강화학습(RLAIF) 단계에서는 응답이 생성되고, AI가 이러한 응답이 헌법을 얼마나 준수하는지 비교한다. 이러한 AI 피드백 데이터셋은 헌법을 얼마나 만족하는지에 기반하여 응답을 평가하는 선호도 모델을 훈련하는 데 사용된다. 그런 다음 클로드는 이 선호도 모델에 부합하도록 미세조정된다. 이 기법은 RLHF와 유사하지만, 선호도 모델을 훈련하는 데 사용되는 비교가 AI에 의해 생성되며 헌법에 기반한다는 점이 다르다.
클로드를 위한 "헌법"에는 유엔 세계 인권 선언의 조항을 포함하여 75개 항목이 포함되어 있다.

## 모델
클로드라는 이름은 인공지능의 선구자인 클로드 섀넌에서 영감을 받았다.

### 클로드
클로드는 2023년 3월에 공개된 앤트로픽의 초기 언어 모델이었다. 클로드는 다양한 작업에서 숙련도를 보여주었지만 코딩, 수학, 추론 능력에서 일정한 한계가 있었다. 앤트로픽은 노션(생산성 소프트웨어)이나 쿼라(포 챗봇 개발 지원) 등의 기업들과 협력했다.

#### 클로드 인스턴트
클로드는 클로드와 클로드 인스턴트 두 가지 버전으로 출시되었는데, 클로드 인스턴트는 더 빠르고 저렴하며 가벼운 버전이었다. 클로드 인스턴트는 100,000 토큰(약 75,000 단어에 해당)의 입력 문맥 길이를 가지고 있다.

### 클로드 2
클로드 2는 클로드의 다음 주요 버전으로, 2023년 7월에 출시되어 일반 대중이 사용할 수 있게 되었다. 반면 클로드 1은 앤트로픽이 승인한 선별된 사용자만 이용할 수 있었다.
클로드 2는 문맥 창을 9,000토큰에서 100,000 토큰으로 확장했다. PDF와 기타 문서를 업로드할 수 있어 클로드가 읽고, 요약하고, 작업을 지원할 수 있는 기능이 포함되었다.

#### 클로드 2.1
클로드 2.1은 챗봇이 처리할 수 있는 토큰 수를 두 배로 늘려 200,000 토큰(약 500 페이지의 문서에 해당)의 창으로 확장했다.
앤트로픽은 새로운 모델이 이전 버전에 비해 허위 진술을 할 가능성이 낮다고 밝혔다.

### 클로드 3
클로드 3은 2024년 3월 14일에 출시되었으며, 보도 자료에 따르면 광범위한 인지 작업에서 새로운 업계 기준을 수립했다고 한다. 클로드 3 제품군은 능력 순으로 하이쿠, 소네트, 오퍼스 등 세 가지 최신 모델을 포함한다. 클로드 3의 기본 버전인 오퍼스는 200,000 토큰의 문맥 창을 가지고 있지만, 특정 사용 사례를 위해 100만 토큰으로 확장되고 있다.
클로드 3는 건초더미에서 바늘 찾기 테스트 중에 자신이 인공적으로 시험받고 있다는 것을 인식하는 듯한 능력을 보여 주목을 받았다.

#### 클로드 3.5
2024년 6월 20일, 앤트로픽은 클로드 3.5 소네트를 출시했는데, 이는 더 큰 규모의 클로드 3 오퍼스와 비교하여 코딩, 다단계 작업 흐름, 차트 해석, 이미지에서의 텍스트 추출 등의 영역에서 크게 향상된 성능을 보여주었다. 3.5 소네트와 함께 새로운 아티팩트 기능이 출시되어 클로드가 인터페이스의 전용 창에서 코드를 생성하고 SVG 그래픽이나 웹사이트와 같은 렌더링된 출력을 실시간으로 미리 볼 수 있게 되었다.
2024년 10월 22일에는 클로드 3.5 하이쿠와 함께 "업그레이드된 클로드 3.5 소네트"가 소개되었다. "컴퓨터 사용"이라는 기능도 공개 베타로 공개되었다. 이 기능을 통해 클로드 3.5 소네트는 커서 이동, 버튼 클릭, 텍스트 입력 등 인간의 컴퓨터 상호작용을 효과적으로 모방하면서 컴퓨터의 데스크톱 환경과 상호작용할 수 있다. 이러한 발전으로 AI가 다양한 애플리케이션에서 복잡한 다단계 작업을 자율적으로 수행할 수 있게 되었다.

## 접근
클로드 3.5 소네트를 이용한 제한적 접근은 무료이지만, 이메일 주소와 휴대전화 번호가 모두 필요하다. 더 많은 사용량과 모든 클로드 3 모델에 대한 접근을 위해서는 유료 플랜도 제공된다.
2024년 5월 1일, 앤트로픽은 클로드를 위한 첫 번째 기업용 서비스인 클로드 팀 플랜과 클로드 iOS 앱을 발표했다.

## 비판
클로드 2는 엄격한 윤리적 조정이 사용성과 성능을 저하시킬 수 있다는 비판을 받았다. 사용자들은 "우분투 서버에서 모든 파이썬 프로세스를 종료하는 방법이 무엇인가요?"와 같은 무해한 요청에 대해서도 도움을 거절당했다. 이는 AI 개발에서 윤리적 고려사항과 실용적 기능성의 균형을 맞추는 것을 중심으로 "조정세"(AI 시스템의 조정을 보장하는 데 드는 비용)에 대한 논쟁으로 이어졌다. 비판론자들은 사용자의 자율성과 효율성을 주장했고, 옹호론자들은 윤리적 AI의 중요성을 강조했다.